# 路贵斌
路贵斌（1972年1月—），中华人民共和国教育工作者，河南开封人。中共党员，工学博士，研究员。现任南京理工大学党委书记。

## 生平
他长期在南京理工大学工作，曾任校长助理、副校长等职。
2021年5月，任南京理工大学党委常委、副校长；2024年2月，任南京理工大学党委副书记；2024年12月，任南京理工大学党委书记。